# Yoshizawa Akiho
Yoshizawa Akiho ( 吉沢明歩  Cát Trạch Minh Bộ) còn được biết đến dưới nghệ danh là Acky (あっきー) (sinh ngày 3 tháng 3 năm 1984), là nữ diễn viên phim người lớn Nhật Bản (AV) và thể loại pink film (một thể loại phim khiêu dâm nhẹ nhàng).

## Cuộc đời và sự nghiệp

### Xuất hiện lần đầu - Alice Japan & Max-A
Yoshizawa sinh ra tại Tokyo, Nhật Bản vào ngày 3 tháng 3 năm 1984, sau khi làm một gravure idol (người mẫu ảnh bikini, đôi khi có bán nude - khỏa thân), Yoshizawa lần đầu tiên xuất hiện vào năm 2003 với danh nghĩa diễn viên AV khi ký hợp đồng với 2 studio là Alice Japan và Max-A. Bộ phim người lớn đầu tiền của cô có tựa đề là Angel (Thiên thần) được phát hành bởi Alice Japan vào tháng 3 năm 2003. Bộ phim thứ hai của cô có tựa đề là 18-Teens, được sản xuất bởi Max-A Samansa và cô tiếp tục tham gia đóng phim cho cả hai hãng phim vào giữa năm 2006, với mỗi tháng một bộ phim. Năm 2005, Yoshizawa đã bắt đầu đóng vai chính trong những thể loại điển hình của phim khiêu dâm Nhật Bản. Trong năm 2006, Yoshizawa đã bắt đầu tham gia đóng vai chính của series phim khiêu dâm có tựa là Maison Akiho. Cô cũng đã xuất hiện trong bộ phim lịch sử dưới trang phục thời Edo, bộ phim đó là của Max-A dưới thương hiệu DoraMax vào tháng 7-2006 có tựa là The Inner Palace: Indecent War. Bộ phim không chỉ phát hành dưới thể loại hardcore (nhãn hiệu DMX-001), mà nó còn được phát hành dưới thể loại softcore R-15 và được đánh giá cao với phiên bản (Pure Max PMX-005). Phần tiếp theo The Inner Palace: Flower Of War cũng được phát hành cùng với phiên bản Hardcore (DoraMax DMX-002) và phiên bản softcore (Pure Max PMX-006).

### Maxing & S1
Đến cuối năm 2006 thì Yoshizawa đã hết hợp đồng với hai hãng phim Alice Japan và Max-A, hai hãng này cô đã tham gia từ năm 2003 và giờ đây cô bắt đầu làm cho hai công ty mới, S1 No.1 Style và Maxing. Bộ phim đầu tiên của cô tại Maxing có tên là Sell Debut Love Acky, được phát hành vào ngày 16 tháng 10 năm 2006. Cô ra mắt cho hãng S1 vào tháng 1 -2007 với bộ phim Hyper-Risky Mosaic Akiho Yoshizawa của đạo diễn Hideto Aki. Cô hoạt động cho cả hai hãng phim từ đó.
Yoshizawa đã giành được nhiều giải thưởng lớn vào năm 2007. Tháng 5 năm 2007, một trong những video của cô do S1 phát hành tựa đề là Hyper Risky Mosaic - Special Bath House Tsubaki với sự góp mặt của các diễn viên AV hàng đầu của S1 là Sora Aoi, Honoka, Yuma Asami và 8 diễn viên khác đã đem lại cho cô giải thưởng 1st Place Award trong cuộc thi AV Open.
Vào cuối năm 2010, Yoshizawa đóng vai chính trong video 3D đầu tiên của cô tựa là Maxing 3D thuộc hãng Maxing Studio. Bộ phim người lớn ở thể loại này dành cho các tivi 3D được Sony và Panasonic (các sản phẩm được sản xuất vào tháng 6-2010). Một tháng sau vào tháng 1-2011, cô cũng đã xuất hiện với video 3D có tựa là 3D Evolution - New Dimesion của hãng S1. Đây là video đầu tiên đi tiên phong cho thể loại này của hãng S1.

### Các hoạt động khác
Ngoài thể loại hardcore AV videos, Yoshizawa cũng đã tham gia những bộ phim đáng chú ý trong sự nghiệp của cô như là các phim chính thống hoặc thể loại softcore của V-Cinema và pink films gồm cả thể loại kinh dị công chiếu vào tháng 8 năm 2004 và cũng vào tháng 5-2008 cô tham gia phim khoa học viễn tưởng - hài tựa đề là Shin supai gâru daisakusen có tên tiếng Anh là Spy Girl's Mission Cord #005, trong phim cô đóng vai kẻ ác - một người phụ nữ ngoài hành tinh quyến rũ người khác. Tháng 6 năm 2005, cô cũng tham gia bộ phim Koibone phát hành dưới dạng DVD của Taki [THD-14161]. Trong một thể loại khác, Yoshizawa đóng một vai ninja nữ (kuinochi) Kasumi trong thể loại phim hành động, khiêu dâm của V-Cinema được phát hành vào tháng 9 -2007 dưới tựa là Lady Ninja Kasumi Vol.4 (Kasumi: Tanjou! Sarutobi Sasuke) dựa theo bộ truyện manga của tác giả Youji Kanbayashi và Jin Hirano.
Cô cũng đóng vai chính cho một bộ phim thể loại pink film có tựa là Fascinating Young Hostess: Sexy Thighs (悩殺若女将　色っぽい腰つき Nōsatsu waka-okami: iroppoi koshitsuki?) được bình chọn là phim xuất sắc nhất của năm tại Pink Grand Prix 2006. Yoshizawa đã giành được giải thưởng thứ ba về "nữ diễn viên xuất sắc nhất" cho vai diễn bộ phim này. Trong một cuộc phỏng vấn, Yoshizawa cho biết lần đầu tiên cô gặp đạo diễn của bộ phim này là Tetsuya Takehora khi ông cũng đang là đạo diễn cho cô khi cũng đang tham gia bộ phim Erotic Fountain (エロビアの泉) của hãng V-cinema cho TMC studio vào năm 2006. Cô cũng đã được giải "nữ diễn viên xuất sắc nhất" trong thể loại pink film tại lễ trao giải Pinky Ribbon Awards 2006.
Vào tháng 9 năm 2008, cô đã có một vai quan trọng trong một bộ phim truyền hình có tựa đề Madobe no honkîtonku (窓辺のほんきーとんく) cũng được phát hành dưới dạng đĩa DVD trong tháng 11 năm 2008. Trong một bộ phim dựa trên manga người lớn, vào tháng 11-2008 do TMC phát hành có tựa là Irokoishi: Horo-hen kabuki-cho zecchotaiketsu!! (艶恋師 放浪編 歌舞伎町 絶頂対決！！), cô vào vai nhân vật nữ chính tên là Rie. Trong bộ phim thứ ba trong loạt phim với tên tiếng Anh là Irokoishi3: Wandering – Kabukicho Ecstasy Battle!! Rie là nạn nhân của thuật thôi miên làm cho người khác dâm loạn do kẻ tà ác tên là Ishida gây nên và Rie được giải cứu bởi anh hùng Kikunosuke bằng cách dùng quan hệ tình dục để chữa cho cô.
Yoshizawa còn xuất hiện trên TV trong một chương trình có tựa là Jōō (嬢王?) do TV Tokyo sản xuất gồm 12 tập phim từ tháng 10 dến tháng 12 năm 2005. Bộ phim cũng được sự góp mặt của AV Idol nổi tiếng là Sora Aoi. Yoshizawa trở lại chương trình với vai trò là khách mời đặc biệt của phần tiếp theo Jōō Virgin (嬢王　Virgin?). Từ tháng 4 -2008 cô cũng xuất hiện thường xuyên vào chương trình đêm khuya của Osaka có tên là Please Muscat (おねがい マスカット Onegai Muscat?). Bao gồm các diễn viên của S1 như Sora Aoi, Yuma Asami, Rio (Tina Yuzuki) và Mihiro hát và biểu diễn tiểu phẩm hài.
Cùng với hai thần tượng khác là Mihiro và Kaho Kasumi, Yoshizawa cũng đã mạo hiểm tham gia vào lĩnh vực khác vào năm 2005 với bộ phim English Cram School theo định dạng đĩa UMD, 3 nữ diễn viên tham gia các bài học tiếng Anh. Cô còn tham gia softcore video công bố với tựa là GBTU-002 bởi Success, của Sony PlayStation Portable (PSP). Vào tháng 12 -2006 cô tham gia một video game của PSP có tựa là All Star Yakyuken Battle, game là phiên bản thoát y gọi là "yakyuken" hoặc "rock-paper-scissors" (game búa-bao-kéo lột đồ), ở đây Yoshizawa cũng tham gia cùng với các diễn viên AV là An Nanba, Kaho Kasumi, Kaede Matsushima, Mihiro, Ran Asakawa, Rei Amami, Sora Aoi and Yua Aida. Video game được phát hành cho PSP và Blu-ray của PS3. Yoshizawa còn tham gia nhóm nhạc Ebisu Muscats cùng với Yuma Asami và Sora Aoi.
Vào ngày 6 tháng 10 năm 2011, cô cũng đã tham gia một vai trong một bộ phim của Hồng Kông có tựa là The 33D Invade.
Vào ngày 26 tháng 2 năm 2013, cô đã đoạt giải thưởng Best Picture award của Adult Boardcasting Award 2013.
Nhân kỷ niệm 30 năm ngành phim người lớn tại Nhật Bản, trang web DMM nổi tiếng về phát hành phim người lớn đã có mở một cuộc bình chọn 100 JAV Idol có ảnh hưởng lớn trong suốt 30 năm qua vào năm 2012 thì Akiho Yoshizawa đứng hạng 3.
Ngoài đời, cô ấy cũng nuôi một chú chó tên là Chaco.

### Các hoạt động sau giải nghệ
Vào ngày 1 tháng 10 năm 2019, trên trang blog cá nhân, cô đã thông báo giải nghệ không tiếp tục đóng phóng người lớn nữa . Tác phẩm phim cuối cùng của cô cho Maxing ra mắt vào ngày 16 tháng 3 năm 2019 có tên là  AV Complete Withdrawal ~ FINAL SEX ~ Yoshizawa Akiho (AV完全引退 ～FINAL SEX～ 吉沢明歩). Cô cũng có 1 tác phẩm chia tay khác cho S1 tên là THE FINAL, Akiho Yoshizawa AV Retirement (THE FINAL 吉沢明歩AV引退), và được phát hành vào tháng 3 cùng năm, dài 4 tiếng trong 2 phần riêng biệt.
Tháng 6 năm 2019, cô phát hành kênh podcast cá nhân Akiho Yoshizawa's Akki~the Radio (吉沢明歩のあっき～the Radio) trên nền tảng Apple. Cô cũng bắt đầu kênh Youtube của mình vào thàng 7, năm 2020.
Vào tháng 3 năm 2020, Akiho đã cho ra mắt tự truyện 16 Years as an AV Actress (16 năm như là diễn viên AV)

## Danh sách phim

### 2003
| Ngày phát hành                                                 | Tưạ đề phim                                                     | Công ty                                        | Đạo diễn         | Ghi chú |
| -------------------------------------------------------------- | --------------------------------------------------------------- | ---------------------------------------------- | ---------------- | ------- |
| ngày 28 tháng 3 năm 2003                                       | Angel 天使の蕾                                                  | Alice Japan KA-2112 (VHS) DV-228 (DVD)         | Kyosuke Murayama | Debut   |
| ngày 25 tháng 4 năm 2003                                       | 18-Teens                                                        | Max-A Samansa XS-2290 (VHS)                    | Hirofumi Isobe   |         |
| ngày 30 tháng 5 năm 2003                                       | Pure Milk 純情ミルク                                            | Alice Japan KA-2120 (VHS) DV-244 (DVD)         | Kyosuke Murayama |         |
| ngày 27 tháng 6 năm 2003 (VHS) ngày 24 tháng 10 năm 2003 (DVD) | Sentimental センチメンタル                                      | Max-A Samansa XS-2294 (VHS) XV-143 (DVD)       | Yoshiho Fukuoka  |         |
| ngày 25 tháng 7 năm 2003                                       | My Sister Is An AV Idol 妹はAVアイドル                          | Alice Japan KA-2126 (VHS) DV-263 (DVD)         | Rokurō Mochizuki |         |
| ngày 29 tháng 8 năm 2003 (VHS) ngày 19 tháng 12 năm 2003 (DVD) | Vibration                                                       | Max-A Samansa XS-2301 (VHS) XV-153 (DVD)       | Hirofumi Isobe   |         |
| ngày 26 tháng 9 năm 2003                                       | Costume Play Doll 制服人形                                      | Alice Japan KA-2137 (VHS) DV-282 (DVD)         | Takumi Iwasaki   |         |
| ngày 31 tháng 10 năm 2003 (VHS) ngày 21 tháng 2 năm 2004 (DVD) | The Secret of Younger Sister Akiho Yoshizawa 吉沢明歩 妹の秘密  | Max-A Samansa XS-2308 (VHS) XV-160 (DVD)       | Kyosuke Murayama |         |
| ngày 28 tháng 11 năm 2003                                      | Akiho Yoshizawa Becomes A Prostitute 風俗で吉沢明歩としたいっ！ | Alice Japan Babylon KR-9192 (VHS) DV-301 (DVD) |                  |         |
| ngày 26 tháng 12 năm 2003 (VHS) ngày 23 tháng 4 năm 2004 (DVD) | Blue Memories 碧い想い出                                        | Max-A Samansa XS-2316 (VHS) XV-170 (DVD)       | Jin Nomaru       |         |

### 2004
| Ngày phát hành                                                | Tựa đề phim                                                  | Công ty                                        | Đạo diễn         | Ghi chú                                    |
| ------------------------------------------------------------- | ------------------------------------------------------------ | ---------------------------------------------- | ---------------- | ------------------------------------------ |
| ngày 23 tháng 1 năm 2004                                      | Mejiri (Sexy Butt) 女尻                                      | Alice Japan KA-2154 (VHS) DV-319 (DVD)         | Kyosuke Murayama |                                            |
| ngày 27 tháng 2 năm 2004                                      | Taboo                                                        | Max-A Samansa XS-2324 (VHS)                    | Jin Nomaru       |                                            |
| ngày 30 tháng 3 năm 2004 (VHS) ngày 25 tháng 6 năm 2004 (DVD) | Welcome to Max Cafe! ようこそＭａｘＣａｆｅへ！              | Max-A Samansa XS-2330 (VHS) XV-180 (DVD)       | Hirofumi Isobe   |                                            |
| ngày 23 tháng 4 năm 2004                                      | Self-Portrait #4 セルフポートレート＃４                      | Alice Japan KA-2168 (VHS) DV-346 (DVD)         |                  |                                            |
| ngày 28 tháng 5 năm 2004                                      | The Fetish Akkie フェティッシュ アッキー                     | Alice Japan KA-2176 (VHS) DV-359 (DVD)         | Takumi Iwasaki   |                                            |
| ngày 29 tháng 6 năm 2004                                      | Soliloquy (Talk to Oneself) ひ・と・り・ご・と               | Max-A Samansa XS-2342 (VHS)                    | Hirofumi Isobe   |                                            |
| ngày 23 tháng 7 năm 2004                                      | Please Scold Me, My Stepsister! 優しく叱って！明歩お義姉さん | Alice Japan KA-2182 (VHS) DV-373 (DVD)         | Futoshi Kamino   |                                            |
| ngày 7 tháng 8 năm 2004                                       | Samantha / Akiho Yoshizawa サマンサ 吉沢明歩                 | Max-A Samansa XV-189                           |                  | Compilation containing Soliloquy and Taboo |
| ngày 31 tháng 8 năm 2004                                      | Imprisoned Body Doll 監禁ボディドール                        | Max-A Samansa XS-2352 (VHS)                    | Hirofumi Isobe   |                                            |
| ngày 24 tháng 9 năm 2004                                      | Akiho Yoshizawa in Lewd Sound 吉沢明歩の汁低音               | Alice Japan KA-2188 (VHS) DV-391 (DVD)         |                  |                                            |
| ngày 29 tháng 10 năm 2004                                     | Wanna Be Selfish!! ジコchuさせて！！                         | Max-A Samansa XS-2362 (VHS)                    | Hirofumi Isobe   |                                            |
| ngày 26 tháng 11 năm 2004                                     | The Contrary Soap Heaven 逆ソープ天国                        | Alice Japan Babylon KR-9219 (VHS) DV-416 (DVD) | Shigeo Katsuyama |                                            |
| ngày 28 tháng 12 năm 2004                                     | The Tale of Miss R - Chapter 3 R嬢の物語 第三章              | Max-A Samansa XS-2373 (VHS)                    | Jin Nohmaru      |                                            |

### 2005
| Ngày phát hành                                                 | Tựa đề phim                                                              | Công ty                                        | Đạo diễn         | Ghi chú                                                                                                  |
| -------------------------------------------------------------- | ------------------------------------------------------------------------ | ---------------------------------------------- | ---------------- | --- |
| ngày 21 tháng 1 năm 2005                                       | Being Obedient is a Pleasure of a Maid 従うことが、メイドの悦び。        | Alice Japan Babylon KR-9223 (VHS) DV-431 (DVD) | Futoshi Jinno    | |
| ngày 25 tháng 2 năm 2005                                       | Samantha / Akiho Yoshizawa Vol.2 サマンサ 吉沢明歩 Vol.2                 | Max-A Samansa XV-226                           |                  | Compilation containing Imprisoned Body Doll and Wanna Be Selfish!!                                       |
| ngày 28 tháng 2 năm 2005                                       | Akiho Yoshizawa in Female Teacher Hunt 女教師狩り in 吉沢明歩            | Max-A Samansa XS-2380                          | Jin Nohmaru      | |
| ngày 22 tháng 3 năm 2005                                       | Onanism Mates ONAメイツ                                                  | Max-A Calen XC-1374                            | Hirofumi Isobe   | With Manaka Sato (Magokoro Sato) & Naho Ozawa                                                            |
| ngày 29 tháng 3 năm 2005 (VHS) ngày 22 tháng 7 năm 2005 (DVD)  | Welcome to Max Airline! ようこそMax Airlineへ！                          | Max-A Samansa XS-2384 (VHS) XV-254 (DVD)       | Hirofumi Isobe   | |
| ngày 22 tháng 4 năm 2005                                       | Dangerous Looked-Up Room 危ない密室                                      | Alice Japan Babylon KR-9229 (VHS) DV-466 (DVD) | Rokurō Mochizuki | |
| ngày 26 tháng 4 năm 2005                                       | Onanism Mates 2 ONAメイツ 2                                              | Max-A Calen XC-1383                            | Hirofumi Isobe   | With Manaka Sato (Magokoro Sato) & Naho Ozawa                                                            |
| ngày 27 tháng 5 năm 2005                                       | Princess, Hitting the Town! 姫、街へ出る！                               | Max-A Samansa XS-2393                          | Hirofumi Isobe   | |
| ngày 24 tháng 6 năm 2005                                       | NINGYO                                                                   | Alice Japan KA-2225 (VHS) DV-488 (DVD)         | Yosuke Urata     | |
| ngày 22 tháng 7 năm 2005                                       | Uniform Doll Dress Up Collection 2005 制服人形 着せ替えコレクション 2005 | Alice Japan KA-2227 (VHS) DV-499 (DVD)         | Usagi Kanda      | Compilation with Ryoko Mitake, Sora Aoi, Kaede Matsushima, Yuna Mizumoto, Sumire Aida, and Hikaru Hozuki |
| ngày 26 tháng 7 năm 2005 (VHS) ngày 22 tháng 11 năm 2005 (DVD) | Welcome MAX Soap!! Welcome マックスソープ！！                            | Max-A Samansa XS-2399 (VHS) XV-285 (DVD)       | Jin Nohmaru      | |
| ngày 19 tháng 8 năm 2005                                       | Miss Akiho is Trying!! 明歩先生がトライ！                                | Alice Japan KA-2233 (VHS) DV-512 (DVD)         | Yosuke Urata     | |
| ngày 23 tháng 9 năm 2005                                       | Samantha / Akiho Yoshizawa Vol.3 サマンサ 吉沢明歩 Vol.3                 | Max-A Samansa XV-268                           |                  | Compilation containing The Tale of Miss R, Female Teacher Hunt and Princess, Hitting the Town!           |
| ngày 27 tháng 9 năm 2005 (VHS) ngày 27 tháng 1 năm 2006 (DVD)  | je t'aime                                                                | Max-A Samansa XS-2405 (VHS) XV-316             | Takumi Iwasaki   | |
| ngày 21 tháng 10 năm 2005                                      | Peeped Girl スキあり！パンチラ娘                                         | Alice Japan KA-2240 (VHS) DV-536 (DVD)         | Yosuke Urata     | |
| ngày 25 tháng 11 năm 2005 (VHS) ngày 31 tháng 8 năm 2006 (DVD) | 100% Idol !! 100％アイドル！！                                           | Max-A Samansa XS-2410 (VHS) XV-407 (DVD)       | Kyosuke Murayama | |
| ngày 23 tháng 12 năm 2005                                      | Riding a Face 顔面騎乗 吉沢明歩                                          | Alice Japan Babylon KR-9247 (VHS) DV-561 (DVD) | Dragon Nishikawa | |

### 2006
| Ngày phát hành                                                     | Tựa đề phim                                              | Công ty                                       | Đạo diễn          | Ghi chú |
| ------------------------------------------------------------------ | -------------------------------------------------------- | --------------------------------------------- | ----------------- | --- |
| ngày 24 tháng 1 năm 2006 (VHS) ngày 22 tháng 9 năm 2006 (DVD)      | Stucked to Love - Sexy Ward 24:00 密着・セクシー病棟24時 | Max-A Samansa XS-2415 (VHS) XV-416 (DVD)      | Jin Nomaru        | Co-starring Shiori Inamori                                                                                               |
| ngày 17 tháng 2 năm 2006                                           | Obscene Model 猥褻モデル                                 | Alice Japan KA-2254 (VHS) DV-581 (DVD)        | Kyosuke Murayama  | |
| ngày 28 tháng 3 năm 2006 (Rental) ngày 21 tháng 10 năm 2006 (Sale) | The Secret of Cabaret Hostess No.1キャバ嬢のヒ・ミ・ツ   | Max-A Samansa SRXV-357 (Rental) XV-431 (Sale) |                   | |
| ngày 21 tháng 4 năm 2006                                           | Maison Akiho めぞん明歩 吉沢明歩                         | Max-A Calen XV-351                            | Kyosuke Murayama  | |
| ngày 21 tháng 5 năm 2006                                           | Maison Akiho Part 2 めぞん明歩 第二話 吉沢明歩           | Max-A Calen XV-360                            | Kyosuke Murayama  | With Tina Yuzuki |
| ngày 21 tháng 6 năm 2006                                           | Maison Akiho Final Episode めぞん明歩 最終話 吉沢明歩    | Max-A Calen XV-371                            | Kyosuke Murayama  | With Tina Yuzuki |
| ngày 28 tháng 7 năm 2006                                           | The Inner Palace: Indecent War 大奥 淫の乱 花びら燃ゆ    | Max-A DoraMax DMX-001                         | Kunihiro Hasegawa | With Ayano Murasaki, Anri Mizuna, Kyōko Kazama, Mihiro, Nana Miyachi, Lemon Hanazawa & Shinobu Ebihara                   |
| ngày 1 tháng 8 năm 2006                                            | Special3 吉沢明歩Special3                                | SOPHY SDV-074(DVD)                            |                   | |
| ngày 25 tháng 8 năm 2006 (Rental) ngày 22 tháng 11 năm 2006 (Sale) | The World of Akiho 明歩 THE ワールド                     | Max-A Samansa SRXV-414 (Rental) XV-441 (Sale) |                   | |
| ngày 31 tháng 8 năm 2006                                           | The Inner Palace: Flower of War 大奥 蕾の乱 明日への契り | Max-A DoraMax DMX-002                         | Kunihiro Hasegawa | With Anri Mizuna, Kyōko Kazama, Mihiro, Nana Miyachi, Lemon Hanazawa, Ruri Shiratori, Satomi Shinozaki & Shinobu Ebihara |
| ngày 26 tháng 9 năm 2006 (Rental) ngày 22 tháng 12 năm 2006 (Sale) | Erotic Mouth, Akiho Yoshizawa 淫口 吉沢明歩              | Max-A Samansa SRXV-425 (Rental) XV-457 (Sale) | Osame Maruhito    | |
| ngày 16 tháng 10 năm 2006                                          | Sell Debut Love Acky セル初 Love Acky！                  | Maxing Natural Beauty MXNB-001S               |                   | |
| ngày 22 tháng 11 năm 2006 (Rental) ngày 16 tháng 1 năm 2007 (Sale) | Woman Detective 女バン刑事                               | Max-A Samansa SRXV-447 (Rental) XV-474 (Sale) | Kamino Futoshi    | |
| ngày 6 tháng 12 năm 2006                                           | My Pretty Sister 妹と呼ばないで ～禁断の扉、再び～       | SWTD-007                                      |                   | V-Cinema |
| ngày 22 tháng 12 năm 2006 (Rental) ngày 23 tháng 2 năm 2007 (Sale) | Last Chapter 最終章                                      | Max-A Samansa SRXV-463 (Rental) XV-490 (Sale) | Kutobo            | Compilation - collected scenes from her previous Max-A videos with new interview material                                |

### 2007
| Ngày phát hành            | Tựa đề phim                                                                                               | Công ty                         | Đạo diễn           | Ghi chú |
| ------------------------- | --- | ------------------------------- | ------------------ | --- |
| ngày 7 tháng 1 năm 2007   | Hyper-Risky Mosaic Akiho Yoshizawa ハイパーギリギリモザイク                                               | S1 ONED-649                     | Hideto Aki         | |
| ngày 16 tháng 1 năm 2007  | Akiho Yoshizawa Will Be Messed Around With 吉沢明歩をイジめちゃう。                                       | Maxing Natural Beauty MXNBS-006 | Kurobo             | |
| ngày 7 tháng 2 năm 2007   | Six Costumes Pakopako! 6つのコスチュームでパコパコ！                                                      | S1 ONED-672                     |                    | |
| ngày 16 tháng 2 năm 2007  | Adult Acky!                                                                                               | Maxing Natural Beauty MXNBS-009 | Kazuhide Arai      | |
| ngày 7 tháng 3 năm 2007   | Akiho's Sex Is Deliberately Shown 明歩のセックスじっくり見せてあげる                                      | S1 ONED-696                     |                    | |
| ngày 16 tháng 3 năm 2007  | Virtual Acky!                                                                                             | Maxing Natural Beauty MXNBS-012 |                    | |
| ngày 7 tháng 4 năm 2007   | Delusional Special Bath 妄想的特殊浴場                                                                    | S1 ONED-719                     | K.C.Takeda         | |
| ngày 16 tháng 4 năm 2007  | Hustle Acky!                                                                                              | Maxing Natural Beauty MXNBS-015 | Takuan             | |
| ngày 3 tháng 5 năm 2007   | Hyper Risky Mosaic - Special Bath House Tsubaki ハイパーギリギリモザイク 特殊浴場 TSUBAKI 貸切入浴料1億円 | S1 OPEN-0705                    | Hideto Aki         | With Sora Aoi, Honoka, Sho Nishino, Asami Ogawa, Yuma Asami, MO ☆ MO, Mako Katase, Chinatsu Izawa, Megumi Haruka, Karin & China Miyu -S1 entry in the 2007 AV Open |
| ngày 7 tháng 5 năm 2007   | Akiho is a Squirting Young Wife 明歩は潮吹き若奥様                                                        | S1 ONED-745                     | Tomohisa Aizome    | |
| ngày 16 tháng 5 năm 2007  | Colorful Acky!                                                                                            | Maxing MXGS-009                 |                    | |
| ngày 7 tháng 6 năm 2007   | Endless Climax! Ultra Ecstasy Fuck 無限絶頂！激イカセFUCK                                                 | S1 ONED-764                     | Tomohisa Aizome    | |
| ngày 7 tháng 7 năm 2007   | BakoBako Gangbang 34 バコバコ乱交34                                                                       | S1 ONED-785                     | Daimei Kurata      | |
| ngày 16 tháng 7 năm 2007  | Akiho Make You Cum With Dirty Language 明歩がたっぷり淫語でイカせてあげる。                               | Maxing MXGS-019                 | Kei Morikawa       | |
| ngày 7 tháng 8 năm 2007   | Shiofuki Hyper Risky Mosaic 潮吹きハイパーギリギリモザイク                                                | S1 ONED-810                     | Iggy Coen          | |
| ngày 16 tháng 8 năm 2007  | Private Acky!                                                                                             | Maxing MXGS-026                 | Kazuhide Arai      | |
| ngày 7 tháng 9 năm 2007   | My Girlfriend 僕の彼女                                                                                    | S1 ONED-830                     |                    | |
| ngày 16 tháng 9 năm 2007  | Doctor Acky!                                                                                              | Maxing MXGS-034                 |                    | |
| ngày 21 tháng 9 năm 2007  | Ninja Was Born 真田くノ一忍法伝 かすみ 誕生！ 猿飛佐助                                                    | TMC DJM-015                     |                    | |
| ngày 7 tháng 10 năm 2007  | Hard and Horny Passionate Fuck 激しく淫らに欲情FUCK                                                       | S1 ONED-848                     | KENGO              | |
| ngày 16 tháng 10 năm 2007 | Sports Acky!                                                                                              | Maxing MXGS-043                 |                    | |
| ngày 7 tháng 11 năm 2007  | Hyper Risky Mosaic MV ハイパーギリギリモザイクMV                                                          | S1 ONED-867                     | Kazuhiko Matsumoto | |
| ngày 16 tháng 11 năm 2007 | Sexy Pet Acky!                                                                                            | Maxing MXGS-051                 | Kazuhide Arai      | |
| ngày 7 tháng 12 năm 2007  | 20 Costumes Pakopako! 20コスチュームでパコパコ！                                                          | S1 ONED-884                     | Ishibashi Wataru   | |
| ngày 16 tháng 12 năm 2007 | Cool Guy Acky! イケメン♂Acky                                                                              | Maxing MXGS-059                 |                    | |

### 2008
| Ngày phát hành            | Tựa đề phim                                                                               | Công ty             | Đạo diễn        | Ghi chú                                               |
| ------------------------- | ----------------------------------------------------------------------------------------- | ------------------- | --------------- | ----------------------------------------------------- |
| ngày 7 tháng 1 năm 2008   | Screaming! Big Magnum Fuck 絶叫！ビッグマグナムFUCK                                       | S1 ONED-902         | Tomohisa Aizome |                                                       |
| ngày 16 tháng 1 năm 2008  | Hot Girl's French Kiss Trance FUCK イイ女の限界ベロちゅうトランスFUCK                     | Maxing MXGS-067     | Takuan          |                                                       |
| ngày 7 tháng 2 năm 2008   | Bakobako Sexual Service, No.1 Nomination バコバコ風俗 NO.1指名                            | S1 ONED-919         | K.C.Takeda      |                                                       |
| ngày 16 tháng 2 năm 2008  | Squirting Young Wife Akiho's Begging to Fuck 潮吹き若奥様明歩のおねだりFUCK               | Maxing MXGS-074     |                 |                                                       |
| ngày 7 tháng 3 năm 2008   | I'll Have Obedient Sex With You 私はアナタのいいなりです                                  | S1 ONED-937         | Tomohisa Aizome |                                                       |
| ngày 16 tháng 3 năm 2008  | The Absolute Slut, Akiho Yoshizawa 絶対痴女 吉沢明歩                                      | Maxing MXGS-081     |                 |                                                       |
| ngày 7 tháng 4 năm 2008   | Incest - Three Raped Sisters 近親相姦～犯された三姉妹～                                   | S1 ONED-953         |                 | With Asami Ogawa & Moka                               |
| ngày 16 tháng 4 năm 2008  | Vertigo                                                                                   | Maxing MXGS-091     |                 |                                                       |
| ngày 7 tháng 5 năm 2008   | Massive Ejaculation On Her Face ものすごい顔射                                            | S1 ONED-969         | cobo            |                                                       |
| ngày 16 tháng 5 năm 2008  | Queen No.1 Cast, Akiho's Sensual Love Fuck! 女王 NO,１キャスト明歩嬢の色恋FUCK！          | Maxing MXGS-095     |                 |                                                       |
| ngày 7 tháng 6 năm 2008   | The Raped Female Teacher 犯された女教師                                                   | S1 ONED-989         | [Jo]Style       |                                                       |
| ngày 16 tháng 6 năm 2008  | Virtual Acky! 2                                                                           | Maxing MXGS-100     |                 |                                                       |
| ngày 19 tháng 6 năm 2008  | S1 Girls Collection: Hyper-Risky Mosaic 8 Hours S1 GIRLS COLLECTION ハイパーギリモザ8時間 | S1 ONSD-209         |                 | Compilation from her earlier S1 videos                |
| ngày 7 tháng 7 năm 2008   | Repeated Death, Grand Orgasm 繰り返す昇天、壮絶アクメ。                                   | S1 SOE-010          |                 |                                                       |
| ngày 16 tháng 7 năm 2008  | Bizarre Akiho 猟奇的な明歩                                                                | Maxing MXGS-106     | Makabe F        |                                                       |
| ngày 7 tháng 8 năm 2008   | Young Wife is Raped Infront Of Her Husband 夫の目の前で犯された若妻                       | S1 SOE-028          | Yuji Sakamoto   |                                                       |
| ngày 16 tháng 8 năm 2008  | Akihosama アキホ様                                                                        | Maxing MXGS-114     | Shuei Arai      |                                                       |
| ngày 7 tháng 9 năm 2008   | Deep Throat ディープスロート                                                              | S1 SOE-047          | KENGO           |                                                       |
| ngày 16 tháng 9 năm 2008  | Obscene Egoist 猥褻エゴイスト                                                             | Maxing MXGS-123     | Takuan          |                                                       |
| ngày 16 tháng 10 năm 2008 | Fixed Point Observation 定点姦撮                                                          | Maxing MXGS-131     | Makabe F        |                                                       |
| ngày 19 tháng 10 năm 2008 | My Only Akiho Yoshizawa 僕だけの吉沢明歩                                                  | S1 SOE-067          | cobo            |                                                       |
| ngày 1 tháng 11 năm 2008  | Beautiful Teacher High Temptation 明歩先生の誘惑授業                                      | IdeaPocket IPTD-404 | Tadanori Usami  |                                                       |
| ngày 16 tháng 11 năm 2008 | Lovestruck Acky! デレデレAcky！                                                           | Maxing MXGS-139     |                 |                                                       |
| ngày 28 tháng 11 năm 2008 | Maison Akiho Full Version めぞん明歩 完全版                                               | Max-A XV-692        |                 | Compiled from her 2006 Maison Akiho series with Max-A |
| ngày 7 tháng 12 năm 2008  | Harder, Fuck Me Harder もっと激しく、激しく突いて                                         | S1 SOE-109          | [Jo]Style       |                                                       |
| ngày 16 tháng 12 năm 2008 | Licentious Beautiful Secretary 淫らな美人秘書                                             | Maxing MXGS-146     |                 |                                                       |

### 2009
| Ngày phát hành                                                    | Tựa đề phim                                                                                            | Công ty                                                        | Đạo diễn          | Ghi chú |
| ----------------------------------------------------------------- | --- | -------------------------------------------------------------- | ----------------- | --- |
| ngày 7 tháng 1 năm 2009                                           | Maison Tsubaki めぞんTSUBAKI                                                                           | S1 SOE-141                                                     | Hideto Aki        | With Ai Sayama, Mihiro, Minori Hatsune, Rika Aiuchi, Risa Kasumi, Ruru Anoa, Tina Yuzuki (Rio) & Yuma Asami    |
| ngày 16 tháng 1 năm 2009                                          | Akiho 48                                                                                               | Maxing MXGS-153                                                | Makabe F          | |
| ngày 19 tháng 1 năm 2009                                          | Obscene Molester ギリモザ猥褻痴漢                                                                      | S1 SOE-142                                                     | KENGO             | |
| ngày 31 tháng 1 năm 2009                                          | Maid-Droid                                                                                             | Xces                                                           | Naoyuki Tomomatsu | 2nd Best Film, Pink Grand Prix                                                                                 |
| ngày 7 tháng 2 năm 2009                                           | Bodily Fluids Mingling, Rich Fuck 交わる体液、濃密セックス                                             | S1 SOE-154                                                     | Minami Haou       | |
| ngày 16 tháng 2 năm 2009                                          | Fu-Zoku Channel 11 風俗ちゃんねる11                                                                    | Maxing MXGS-159                                                | Shuei Arai        | |
| ngày 17 tháng 2 năm 2009                                          | Akiho Yoshizawa Collection Season 1 吉沢明歩コレクション シーズン 01                                   | Maxing MXSPS-050                                               |                   | Compilation of her earlier Maxing videos                                                                       |
| ngày 7 tháng 3 năm 2009                                           | 20 Costumes Pakopako! 2 20コスチュームでパコパコ！2                                                    | S1 SOE-174                                                     | Ishibashi Wataru  | |
| ngày 16 tháng 3 năm 2009                                          | Akiho's Beautiful Ass Ride 明歩の美尻に騎られてみたい。                                                | Maxing MXGS-165                                                |                   | |
| ngày 7 tháng 4 năm 2009                                           | Beautiful Slut's Kissing And Sex 美しい痴女の接吻と性交                                                | S1 SOE-191                                                     | Hitoshi Nimura    | |
| ngày 16 tháng 4 năm 2009                                          | A Lustful Masochistic Female Teacher, Akiho Yoshizawa 犯られまくる淫乱ドM女教師 吉沢明歩               | Maxing MXGS-171                                                | Takuan            | |
| ngày 7 tháng 5 năm 2009                                           | Seductive Care of a Squirting Nurse 潮吹きナースの誘惑看護                                             | S1 SOE-207                                                     | Hideto Aki        | |
| ngày 16 tháng 5 năm 2009                                          | Akiho Yoshizawa Collection Season 2 吉沢明歩コレクション シーズン2                                     | Maxing MXSPS-057                                               |                   | Compilation of her earlier Maxing videos                                                                       |
| ngày 16 tháng 5 năm 2009                                          | Working Acky! 働くAcky !                                                                               | Maxing MXGS-178 (DVD) MXBD-016 (Blu-ray)                       | Shuei Arai        | |
| ngày 16 tháng 6 năm 2009                                          | More Teasing Will Be Done With Akiho Yoshizawa 吉沢明歩をもっとイジめちゃう。                          | Maxing MXGS-186 (DVD) MXBD-018 (Blu-ray)                       | Ōnishi Mammoth    | |
| ngày 19 tháng 6 năm 2009                                          | Maison S1 Hotel Annex, Come For Shiofuki And Orgies ギリモザ めぞんエスワン別館 イキまくり潮吹き大乱交 | S1 SOE-240                                                     | Iggy Coen         | With Yuma Asami, Mihiro, Ruru Anoa, Erika Kirihara, Risa Kasumi, Ai Sayama, Minori Hatsune & Tina Yuzuki (Rio) |
| ngày 19 tháng 6 năm 2009                                          | Apartment Complex Wife Early Afternoon Sex 団地妻 晝下がりの情交                                       | Rookie RKI-023                                                 | Yaro Iwasaki      | |
| ngày 7 tháng 7 năm 2009                                           | Woman Vaginal Orgasm 膣中でイク女                                                                      | S1 SOE-241                                                     | Minami Haou       | |
| ngày 16 tháng 7 năm 2009                                          | Akiho Yoshizawa Stands by You 吉沢明歩がどんな時でもアナタの力になるビデオ。                           | Maxing MXGS-191 (DVD) MXBD-019 (Blu-ray)                       | Daigo Aohige      | |
| ngày 7 tháng 8 năm 2009 (DVD) ngày 1 tháng 9 năm 2009 (Blu-ray)   | The Raped Female Teacher 2 犯された女教師2 無情編                                                      | S1 SOE-258 (DVD) 9SOE-258 (Blu-ray)                            | [Jo]Style         | |
| ngày 16 tháng 8 năm 2009                                          | Akiho Yoshizawa Collection Season 3 吉沢明歩コレクション シーズン3                                     | Maxing MXSPS-068                                               |                   | Compilation of her earlier Maxing videos                                                                       |
| ngày 16 tháng 8 năm 2009                                          | Glowing Sexual Desire ギラつく性欲、うねるカラダ。                                                     | Maxing MXGS-200 (DVD) MXBD-021 (Blu-ray)                       | Shuei Arai        | |
| ngày 7 tháng 9 năm 2009 (DVD) ngày 1 tháng 10 năm 2009 (Blu-ray)  | Incest 近親相姦                                                                                        | S1 SOE-273 (DVD) 9SOE-273 (Blu-ray)                            | Yuji Sakamoto     | |
| ngày 16 tháng 9 năm 2009                                          | Akiho's Ultimate Ecstasy Course 明歩にしかできない究極のイカセ術                                       | Maxing MXGS-204 (DVD) MXBD-023 (Blu-ray)                       | デラ3             | |
| ngày 7 tháng 10 năm 2009                                          | Obedient Slave Private Secretary ギリモザ 完全服従どM秘書                                              | S1 SOE-286                                                     | Tomohisa Aizome   | |
| ngày 16 tháng 10 năm 2009                                         | A Lewd Infection Ward 淫乱感染病棟 第二章 虜囚                                                         | Maxing MXGS-210 (DVD) MXBD-025 (Blu-ray)                       | SUGAR             | |
| ngày 7 tháng 11 năm 2009 (DVD) ngày 1 tháng 12 năm 2009 (Blu-ray) | Fellatio Until the Last Drop ギリモザ 最後の一滴までシャブらせて                                       | S1 SOE-302 (DVD) 9SOE-302 (Blu-ray)                            | Tomohisa Aizome   | |
| ngày 16 tháng 11 năm 2009                                         | Akiho is My Bride 明歩は俺の嫁。                                                                       | Maxing MXGS-216 (DVD) MXBD-027 (Blu-ray) MXGS-216SD (Micro SD) | Mammoth Onishi    | |
| ngày 16 tháng 11 năm 2009                                         | Akiho Yoshizawa Collection, Season 4 吉沢明歩コレクション シーズン4                                    | Maxing MXSPS-082                                               |                   | Compilation of her earlier Maxing videos                                                                       |
| ngày 7 tháng 12 năm 2009 (DVD) ngày 1 tháng 1 năm 2010 (Blu-ray)  | Dr. Bitch's Abnormal Clinic ギリモザ 痴女医 吉沢明歩の変態クリニック                                   | S1 SOE-317 (DVD) 9SOE-317 (Blu-ray)                            | cobo              | |
| ngày 16 tháng 12 năm 2009                                         | X'mas Acky!                                                                                            | Maxing MXGS-222 (DVD) MXBD-031 (Blu-ray)                       | Daigo Aohige      | |

### 2010
| Ngày phát hành                                                  | Tựa đề phim                                                                                   | Công ty                                  | Đạo diễn        | Ghi chú |
| --------------------------------------------------------------- | --------------------------------------------------------------------------------------------- | ---------------------------------------- | --------------- | --- |
| ngày 7 tháng 1 năm 2010                                         | Erotic Doll in Prison 監禁エロティシズム                                                      | S1 SOE-333                               | Tomohisa Aizome | |
| ngày 7 tháng 1 năm 2010 (DVD) ngày 1 tháng 2 năm 2010 (Blu-ray) | S1 TV Broadcasting Station エスワンTV THE芸能界 ヤリすぎ生放送！                              | S1 SOE-338 (DVD) 9SOE-338 (Blu-ray)      | Hideto Aki      | With Yuma Asami, Mika Kayama, Megu Fujiura, Aira Toda, Kanon Ohzora, Erika Kirihara, Kokomi Sakura and Shiori       |
| ngày 16 tháng 1 năm 2010                                        | Akiho Yoshizawa - Mouth Ecstasy 吉沢明歩はおクチでイキまくる。                                | Maxing MXGS-228 (DVD) MXBD-033 (Blu-ray) | Dera3 (デラ3)   | |
| ngày 7 tháng 2 năm 2010                                         | Home Teacher - Erotic Teacher Is a Distraction 家庭教師 先生がエロすぎて困るんです。          | S1 SOE-346                               | Kurobo          | |
| ngày 16 tháng 2 năm 2010                                        | Akiho Yoshizawa Collection, Season 5 吉沢明歩コレクション シーズン５                          | Maxing MXSPS-090                         |                 | Compilation of her earlier Maxing videos                                                                            |
| ngày 16 tháng 2 năm 2010                                        | Girlicious 02                                                                                 | Maxing MXGS-234 (DVD) MXBD-036 (Blu-ray) | Mammoth Onishi  | |
| ngày 7 tháng 3 năm 2010                                         | Akiho Style, That's Special Technique 明歩式すご～いヌキ技見せてあげる                        | S1 SOE-361                               | EIGHT           | |
| ngày 16 tháng 3 năm 2010                                        | Delivery Acky! デリバリー Acky !                                                              | Maxing MXGS-240 (DVD) MXBD-038 (Blu-ray) | SUGAR           | |
| ngày 7 tháng 4 năm 2010                                         | Widow's Requiem 未亡人レクイエム 禁じられた愛欲に溺れる若妻                                   | S1 SOE-378                               | [Jo]Style       | |
| ngày 7 tháng 4 năm 2010 (DVD) ngày 1 tháng 5 năm 2010 (Blu-ray) | S1 TV Erotica Entertainment THE芸能界エロすぎ大乱交 エスワンTV 裏ちゃんねる                   | S1 SOE-385 (DVD) 9SOE-385 (Blu-ray)      | Iggy Coen       | With Yuma Asami, Erika Kirihara, Kokomi Sakura, Mika Kayama, Shiori Tsukimi, Megu Fugiura, Aira Toda & Kanon Ohzora |
| ngày 16 tháng 4 năm 2010                                        | School Girls 吉沢明歩はかなり経験豊富な20代半ばの女子校生                                     | Maxing MXGS-246 (DVD) MXBD-039 (Blu-ray) | Kaoru           | |
| ngày 7 tháng 5 năm 2010                                         | Overwhelming Ecstasy Sex With Large Quantity of Lotion 大量のローションと悶絶セックス         | S1 SOE-396                               | Tomohisa Aizome | |
| ngày 16 tháng 5 năm 2010                                        | Akiho Yoshizawa Collection, Season 6 吉沢明歩コレクション シーズン6                           | Maxing MXSPS-100                         |                 | Compilation of her earlier Maxing videos                                                                            |
| ngày 16 tháng 5 năm 2010                                        | Fight! Acky! ど根性 Acky！                                                                    | Maxing MXGS-252 (DVD) MXBD-041 (Blu-ray) | Kaoru           | |
| ngày 16 tháng 6 năm 2010                                        | Lewd Wicked Woman 狂い咲く 痴悪女                                                             | Maxing MXGS-258 (DVD) MXBD-043 (Blu-ray) | Daigo Aohige    | |
| ngày 7 tháng 7 năm 2010                                         | Delicious Lips & Deep Throat 美味しい唇 淫語＆淫口イラマチオ                                  | S1 SOE-423                               | Tomohisa Aizome | |
| ngày 16 tháng 7 năm 2010                                        | The Real Fiction Case Akiho ザ・リアルフィクション あきほ（仮名／２６歳）の場合               | Maxing MXGS-264                          | Daigo Aohige    | |
| ngày 7 tháng 8 năm 2010                                         | Private Investigator Woman - Brutal Terrorist's Lewd Plot 秘密捜査官の女 鬼畜テロリストの淫謀 | S1 SOE-438                               | Takuan          | |
| ngày 16 tháng 8 năm 2010                                        | Akiho Yoshizawa Collection, Season 7 吉沢明歩コレクション シーズン７                          | Maxing MXSPS-108                         |                 | Compilation of her earlier Maxing videos                                                                            |
| ngày 16 tháng 8 năm 2010                                        | Worldwide Acky!                                                                               | Maxing MXGS-271                          | Mammoth Onishi  | |
| ngày 7 tháng 9 năm 2010                                         | Beauty Healing at Hot Spring Resort 湯けむり美人女将 癒しの温泉宿                             | S1 SOE-455                               | HH              | |
| ngày 16 tháng 9 năm 2010                                        | Akiho Yoshizawa x Swimsuit = 7 Play {{{1}}}                                                   | Maxing MXGS-278                          |                 | |
| ngày 7 tháng 10 năm 2010                                        | Akiho Yoshizawa's Crazy Ass 吉沢明歩の尻モノ狂い                                              | S1 SOE-471                               | EIGHT           | |
| ngày 16 tháng 10 năm 2010                                       | Pure Love - Akiho Yoshizawa 純恋 吉沢明歩                                                     | Maxing MXGS-285                          | Kaoru           | |
| ngày 7 tháng 11 năm 2010                                        | Two Beautiful Slut's Kiss and Sex W 美しい痴女の接吻と性交                                    | S1 SOE-491 (DVD) 9SOE-491 (Blu-ray)      | Hitoshi Nimura  | Co-starring Yuma Asami                                                                                              |
| ngày 16 tháng 11 năm 2010                                       | That Front and Back 吉沢明歩、そのオモテとウラ。                                              | Maxing MXGS-293                          |                 | |
| ngày 16 tháng 11 năm 2010                                       | Akiho Yoshizawa Collection, Season 8 吉沢明歩コレクション シーズン8                           | Maxing MXSPS-119                         |                 | Compilation of her earlier Maxing videos                                                                            |
| ngày 7 tháng 12 năm 2010                                        | Sudden Sinking Orgasm 轟沈アクメ 脳髄から狂わせて                                             | S1 SOE-506                               | Tomohisa Aizome | |
| ngày 16 tháng 12 năm 2010                                       | Maxing 3D! Akiho Yoshizawa MAXING 3D! 吉沢明歩                                                | Maxing MX3DS-002                         | Daigo Aohige    | 3D video with special glasses                                                                                       |

### 2011
| Ngày phát hành           | Tựa đề phim | Công ty                                  | Đạo diễn        | Ghi chú                                                                     |
| ------------------------ | --- | ---------------------------------------- | --------------- | --------------------------------------------------------------------------- |
| ngày 7 tháng 1 năm 2011  | 3D Evolution - New Dimension 3D EVOLUTION 進化した立体映像で魅せる新次元セックス                                                | S1 SOE-505 (DVD) 9SOE-505 (Blu-ray)      | Hideto Aki      | 3D video                                                                    |
| ngày 16 tháng 1 năm 2011 | Degeneration and Awaking Beauty Wife 墮落劇場美しい女が信用できないコレだけの理由                                               | Maxing MXGS-304                          | Della3          |                                                                             |
| ngày 7 tháng 2 năm 2011  | Hot Sex Beauty Teacher 犯された人妻女教師                                                                                       | S1 SOE-539                               | Takuan          |                                                                             |
| ngày 16 tháng 2 năm 2011 | Lewd doctor 犯られまくる淫亂ドM女醫吉沢明歩                                                                                     | Maxing MXGS-310                          | Mammoth Onishi  |                                                                             |
| ngày 7 tháng 3 năm 2011  | Watching Eye Camera Sex 完全カメラ目線 イキ顔ガン見セックス                                                                     | S1 SOE-557                               | Kaoru           |                                                                             |
| ngày 16 tháng 3 năm 2011 | Akiho Yoshizawa Collection Season 9 吉沢明歩コレクション シーズン９                                                             | Maxing MXSPS-140                         |                 | Compilation of her earlier Maxing videos                                    |
| ngày 16 tháng 3 năm 2011 | BQ Bondage Queen Acky 吉沢明歩×ボンテージQUEEN                                                                                  | Maxing MXGS-317 (DVD) MXBD-052 (Blu-ray) | Della3          |                                                                             |
| ngày 7 tháng 4 năm 2011  | Beauty Older Sister いんやらしい僕のお姉さん                                                                                    | S1 SOE-570                               | Tomohisa Aizome |                                                                             |
| ngày 16 tháng 4 năm 2011 | Beautiful Wife Ravished While Husband Is Away 麗しの美人妻～夫の不在に犯されて～                                                | Maxing MXGS-324                          | Kaoru           |                                                                             |
| ngày 7 tháng 5 năm 2011  | Mega Facial Festival メガ盛り顔射祭                                                                                             | S1 SOE-587                               | Takuan          |                                                                             |
| ngày 16 tháng 5 năm 2011 | I'll Have a Lot of Sex Behind My Wife's Back With Akiho Yoshizawa Right in the Home! 嫁の目を盜んで吉沢明歩と家中でヤリまくる！ | Maxing MXGS-331                          | Daigo Aohige    |                                                                             |
| ngày 7 tháng 6 năm 2011  | Rodeo Cowgirl Special 吉沢明歩の騎乗位狂                                                                                        | S1 SOE-601                               | Tomohisa Aizome |                                                                             |
| ngày 16 tháng 6 năm 2011 | Acky's Lecture How to Get the Lady You Want 吉沢明歩が教える、女の子をゼッタイに落とす口説き方                                  | Maxing MXGS-337                          | Daigo Aohige    |                                                                             |
| ngày 16 tháng 6 năm 2011 | Akiho Yoshizawa Collection Season 10 吉沢明歩コレクションシーズン10                                                             | Maxing MXSPS-158                         |                 | Compilation of her earlier Maxing videos                                    |
| ngày 19 tháng 6 năm 2011 | S1 Special Akiho Collections 8 Hours 吉沢明歩 エスワン8時間Special                                                              | S1 ONSD-524                              |                 | Compilation                                                                 |
| ngày 7 tháng 7 năm 2011  | Anywhere Sex Anytime with Akiho ランプが鳴ったらどこでもセックス                                                                | S1 SOE-617                               | Tomohisa Aizome |                                                                             |
| ngày 16 tháng 7 năm 2011 | Akiho Yoshizawa x Beautiful Legs Panty Stocking Queen 吉沢明歩×美脚パンストQUEEN                                                | Maxing MXGS-346                          |                 |                                                                             |
| ngày 7 tháng 8 năm 2011  | Fascinating Racing Swimsuit Fetish 魅惑の競泳水着フェチ                                                                         | S1 SOE-631                               | Zack Arai       |                                                                             |
| ngày 16 tháng 8 năm 2011 | Swimsuit Girls in Summer Collection ギャルs 水着☆夏コレクション                                                                 | Maxing MXSPS-170                         |                 | Compilation co-starring Mihiro, Kaho Kasumi, Tsubomi, Risa Tsukino & others |
| ngày 16 tháng 8 năm 2011 | Dirty Talking Sluts For Enriching Your Masturbation 魅惑の淫語痴女がアナタのオナニーライフを充実させてあげる                    | Maxing MXSPS-172                         |                 | Compilation co-starring Mihiro, Kaho Kasumi, Tsubomi, Risa Tsukino & others |
| ngày 16 tháng 8 năm 2011 | Lascivious Lady Who Confines a Guy 逆監禁痴女                                                                                   | Maxing MXGS-352                          | Kaoru           |                                                                             |
| ngày 7 tháng 9 năm 2011  | Lady's Abnormal Sexual Desire 貴婦人の異常な性欲                                                                                | S1 SOE-644                               | Takuan          |                                                                             |
| ngày 16 tháng 9 năm 2011 | Lewd Lascivious Nurse x Akiho Yoshizawa 淫乱痴女ナース×吉沢明歩                                                                 | Maxing MXGS-359                          | Della3          |                                                                             |